# Miguel Cancel
Miguel Ángel Cancel Vázquez (Chicago, 29 de junio de 1968) es un cantante puertorriqueño, exmiembro de Menudo.

## Carrera musical
Su carrera artística empezó cuando se unió a Menudo en 1981, en sustitución de Oscar Meléndez. Como nuevo miembro del grupo se convirtió en un exitoso artista entre los fanáticos de Menudo debido a su carisma y habilidad vocal. En el álbum de 1981 Quiero ser, Miguel cantó a dúo con Xavier Serbia en Menudo Rock en la TV. También cantó "Es por amor" y "Cuando pasará", una canción que habla tanto acerca de los padres que abandonan a sus hijos como de los padres que se mueren demasiado para verlos crecer. 

Generaciones más importantes de menudo

Miguel abandonó Menudo en 1983 antes de la edad de jubilación obligatoria de 16, porque quería que su vida fuera más como una persona normal y no como famoso. Fue reemplazado por Roy Rosello.
En 1998 se encontró con los antiguos miembros de Menudo formando el grupo, El Reencuentro, con quienes realizó una gira por todo el mundo y grabó un álbum cantando viejas canciones de Menudo. 
Fue oficial de la Coral Gables, del departamento de policía en la Florida. Mientras que con Coral Gables, resultó gravemente herido en 2002, cuando una camioneta de la policía se volcó, perdiendo dos dedos de su mano izquierda. Miguel también fue nombrado en julio de 2003 por el Club Kiwanis de Coral Gables.
Desde el 2012 comenzó su carrera como solista lanzando varios sencillos mientras se mantiene con los Ex-Menudos en proyectos de reunión. 
- Datos: Q6844482